# Macrochenus tigrinus
Macrochenus tigrinus là một loài bọ cánh cứng trong họ Cerambycidae.